# Orgilus glacialis
Orgilus glacialis är en stekelart som beskrevs av Muesebeck 1970. Orgilus glacialis ingår i släktet Orgilus och familjen bracksteklar. Inga underarter finns listade i Catalogue of Life.